# تأمين ضد الحوادث
تأمين الحوادث أو التأمين ضد الحوادث أو التأمين ضد الإصابات هو وثيقة تأمين تغطي ما قد يتعرض له المؤمّن عليه من مخاطر حوادث قد تؤدي إلى وفاتة أو إصابته جسدياً بما قد يسبب له عجز كلي دائم (فقدان البصر أو أطراف الجسم) أو عجز جزئي دائم. أو بما يصيب المؤساسات من مخاطر الحرائق أو مخاطر عامة مثل الزلزال، والتأمين ضد المخاطر السياسية، والإرهاب.